# Análise de padrão de vida

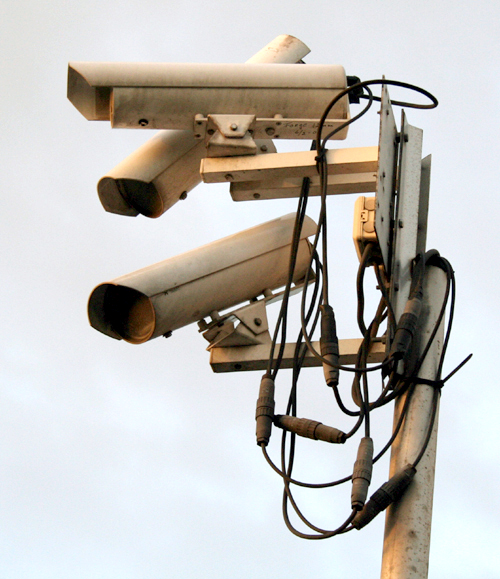
Câmeras de vigilância rastreiam o movimento diário em cidades de todo o mundo.

A análise de padrão de vida é um método de vigilância usado especificamente para documentar ou compreender os hábitos de uma pessoa. Esta forma de observação é geralmente feita sem o consentimento do sujeito, com motivos incluindo, mas não se limitando a segurança, lucro, pesquisa científica, censos regulares e análise de tráfego.
A análise de padrão de vida não se limita a um meio e pode abranger qualquer coisa na vida de um indivíduo (ou sistema de indivíduos): desde seus hábitos de navegação na Internet até um registro de instâncias de escolhas feitas para determinar um "favorito" estatístico.
Essas informações podem então ser potencialmente usadas para prever ações futuras do(s) sujeito(s) sendo observado(s).

## Exemplos notáveis

### Uso doArcGISpelo instituto de pesquisa de sistemas ambientais (Esri)
O instituto de pesquisa de sistemas ambientais (Esri) é um fornecedor internacional de software de sistemas de informações geográficas (GIS), sistemas de informações geográficas (GIS) web e aplicativos de gerenciamento de base de dados geográficos (geodatabase). O instituto de pesquisa de sistemas ambientais (Esri) usa o nome ArcGIS para se referir ao seu conjunto de produtos de software de sistemas de informações geográficas (GIS), que operam em plataformas de área de trabalho, servidores e móveis. O termo sistemas de informações geográficas (GIS) descreve qualquer sistema de informação que integra, armazena, edita, analisa, compartilha e exibe informações geográficas para informar uma tomada de decisão. Com essa tecnologia, o objetivo da empresa é unificar as informações dos hábitos de vida de um sujeito e sua localização geográfica com estatísticas relacionadas à vítimas de artefatos explosivos improvisados (IED), em um esforço para prever e prevenir a ocorrência de outro incidente com artefatos explosivos improvisados (IED). Em uma apresentação usada em uma conferência de usuários federais do instituto de pesquisa de sistemas ambientais (Esri), ela afirma: "A exploração  de uma rede celular permite que um comandante com as ferramentas certas "saia do boom (explosão)" antes que um artefato explosivo improvisado (IED) ou uma bomba detone".

### Marina
O Marina é um banco de dados da agência de segurança nacional (NSA) e um conjunto de ferramentas de análise para metadados interceptados da Internet (inteligência de rede digital (DNI) na terminologia da agência de segurança nacional (NSA)). O banco de dados armazena metadados por até um ano. De acordo com documentos que vazaram por Edward Snowden: "O aplicativo de metadados do Marina rastreia a experiência do navegador do usuário, coleta informações/conteúdo de contato e desenvolve resumos de destino" e "de(os) recursos mais distintos, o Marina tem a capacidade de olhar para trás os últimos 365 dias de metadados vistos pelo sistema de coleta da inteligência de sinais (Sigint) na inteligência de rede digital (DNI), independentemente de ter sido ou não encarregado da coleta." [Ênfase no documento original da agência de segurança nacional (NSA).] Os metadados armazenados são usados principalmente para análise de padrão de vida. Os americanos não estão isentos porque os metadados não são considerados dados pela lei dos Estados unidos da américa (seção 702 da lei de emendas da lei de vigilância de inteligência estrangeira (FISA)). [carece de fontes?]
A contraparte do Marina, na telefonia, é o Mainway.

### Imagens de movimento de área ampla
As imagens de movimento de área ampla (WAMI) geram imagens de alta resolução para permitir o rastreamento e registro dos movimentos de veículos e pedestres em áreas do tamanho de uma cidade. O padrão de vida (POL) ou padrão de comportamento descreve uma forma recorrente (normalidade, por exemplo) do agir de um indivíduo ou grupo em relação a um determinado objeto ou uma determinada situação. Normalmente, se tem um padrão de vida (POL) específico e, este padrão de vida (POL), é repetível. Vídeos de movimento completo ou dados de imagens de movimento de área ampla (WAMI) com trilhas extraídas podem ser usados para análise do padrão de vida (POL).